# چراغ‌کوسه سیاه‌دهن
چراغ‌کوسه سیاه‌دهن (نام علمی: Etmopterus evansi) نام یک گونه از راسته خاردارکوسه‌سانان است.